# Marte azul
Marte azul es la novela que cierra la Trilogía marciana de Kim Stanley Robinson. Fue publicada en 1996 y premiada con el Hugo en 1997.
La novela retoma la acción justo donde la dejó Marte Verde, mostrando las consecuencias de la segunda revolución marciana que tiene lugar al final del libro anterior, siempre desde el punto de vista de los supervivientes de los Primeros Cien, así como de otros personajes como Nirgal. Está separada en catorce partes, pero el volumen de la obra no es superior al de las anteriores entregas.
El libro abarca desde 2127, año de la segunda revolución, hasta el 2212, en que tienen lugar nuevos sucesos de gran importancia. Aquellos de los Primeros Cien que no han perecido ya, han alcanzado edades superiores a los ciento cincuenta años pero siguen manteniéndose en forma gracias a las mejoras en el tratamiento de longevidad. Personajes como Sax Russell, Ann Clayborne, Maya Toitovna tienen gran importancia en esta obra final, así como dos de los ectógenos (niños desarrollados prescindiendo de un útero materno) nacidos en la novela previa Marte Verde, Nirgal y Jackie. La sombra de Hiroko Ai planea sobre los protagonistas, que no saben si creer en los rumores sobre su muerte o confiar en que está viva en alguna parte.
Por otra parte, la terraformación ha alcanzado un estado muy avanzado en el que el océano boreal cada vez abarca más y se derrite con más facilidad el hielo. La atmósfera ya es respirable sin necesidad de máscaras en amplias zonas bajas en torno al mar, y sólo las tierras altas del sur y las calderas de algunos de los volcanes de Tharsis permanecen vírgenes gracias a la perseverancia de los rojos, defensores aún del Marte árido que había antes de la llegada del hombre.

## Argumento
Los líderes políticos de los revolucionarios en todas sus facciones se ven obligados a buscar una alternativa pacífica a la revolución, y tras calmar los ánimos de los terranos, se ponen a redactar una constitución. Esto les lleva varios años, ya que el abanico político de Marte es amplio y hay muchas posturas casi imposibles de reconciliar. Finalmente alcanzan el nuevo tratado y pasan a tener un gobierno mundial propio elegido por ellos mismos, sacudiéndose el control por parte de la Tierra.
El planeta madre está mientras tanto en una gran crisis: el definitivo deshielo brusco del polo sur ha elevado el nivel del mar más de lo previsible, y millones de seres humanos sufren esta catástrofe, que llega unida a una sobrepoblación como nunca se había conocido antes. La metanacional Praxis, aliada de los marcianos desarrolla un nuevo tipo de organización interna basada en la cooperación de los trabajadores, que poseen parte de la empresa. Empieza además a repartir el tratamiento de longevidad a un precio muy asequible y sin restricciones, el mayor miedo de los poderes reinantes en aquel momento en la Tierra. Las demás metanacionales se ven obligadas a perder su poder y convertirse al nuevo modelo de cooperativas para no ser aplastadas por Praxis. En esta situación, algunos líderes marcianos como Maya, Sax y Nirgal hacen un viaje a la Tierra, para afianzar las relaciones con el planeta vecino, prometiendo ayuda en todo lo que necesiten.
En la época de paz y prosperidad que se inicia en Marte, Nadia es nombrada presidenta mundial en la primera legislatura. Nirgal se aparta de la política, que deja en manos de Jackie. Ésta consigue la mayor parte del poder en las siguientes décadas, iniciando una política de no inmigración (a pesar de las promesas hechas a la Tierra) que a la larga desembocará en problemas graves para todos. Simultáneamente, otros mundos en el sistema solar están siendo poblados, como Venus, Urano, el cinturón de asteroides o los satélites de los gigantes gaseosos.
Hacia la mitad del libro, el tratamiento de longevidad empieza a fallar, y aparece el declive súbito, una muerte irremisible que se abate sobre los más ancianos, asociada a problemas en el cerebro que nadie había podido resolver hasta el momento. Estos ancianos, la primera generación de Marte, entre los que están los Primeros Cien, empiezan a tener graves problemas de memoria, lo cual lleva al científico por excelencia entre ellos, Sax Russell, a buscar una solución a toda costa.

## Elementos sobresalientes
Los avances de la técnica a lo largo del siglo XXII mostrado permiten la existencia de reactores de fusión, que usados en las naves espaciales permiten reducir el viaje entre la Tierra y Marte a unos pocos días. Esto convierte el sistema solar en un lugar apetecible y accesible para conquistar, y el ser humano no duda en expandirse por todo él. Hacia el final de la historia se lanzan incluso las primeras naves colonizadoras hacia otras estrellas, abriendo una nueva época para la especie.
La aparición del declive súbito y los problemas de memoria que aquejan a los más ancianos, que superan los doscientos años a lo largo de este libro fuerza a buscar una solución. Aunque llegan a la conclusión de que es imposible con los medios de que disponen alargar eternamente la vida y aceptan el hecho de que todos morirán algún día, Sax consigue obtener un procedimiento para reactivar la memoria y recuperar los recuerdos que poco a poco habían ido perdiendo. Esto les permite a los Primeros Cien y en lo sucesivo a los más mayores vivir felizmente las últimas décadas de sus vidas, en el Marte que han ayudado a forjar.